# Myrmecomelix leucippus
Myrmecomelix leucippus là một loài nhện trong họ Linyphiidae. Loài này được phát hiện ở Peru.